# Liste der Monuments historiques in Lescherolles
Die Liste der Monuments historiques in Lescherolles führt die Monuments historiques in der französischen Gemeinde Lescherolles auf.

## Liste der Bauwerke
| Bezeichnung                      | Beschreibung              | Standort | Kennzeichnung | Schutzstatus | Datum | Bild           |
| -------------------------------- | ------------------------- | -------- | ------------- | ------------ | ----- | -------------- |
| Kirche Notre-Dame-de-la-Nativité | Erbaut im 13. Jahrhundert | (Lage)   | PA00087057    | Classé       | 1979  | weitere Bilder |

## Liste der Objekte
Zum Verständnis siehe: Kirchenausstattung
- Monuments historiques (Objekte) in Lescherolles in der Base Palissy des französischen Kultusministeriums